# Poiana Mărului
Poiana Mărului è un comune della Romania di 3300 abitanti, ubicato nel distretto di Brașov, nella regione storica della Transilvania.